# Кольская АЭС
Ко́льская АЭС (КолАЭС) — российская атомная электрическая станция (АЭС), расположенная в 12 км от города Полярные Зори Мурманской области. От столицы региона расположена в 170 км.
Филиал АО «Концерн Росэнергоатом» . 
Суммарная установленная мощность Кольской АЭС — 1760 МВт.
По итогам 2023 года КолАЭС выработала 10821,4 млн кВт⋅ч.
Кольская АЭС — первая атомная станция, построенная на Крайнем Севере, за полярным кругом. Именно на ней отработаны технологии безопасной эксплуатации в периоды полярного дня и ночи, в режимах низкой температуры воздуха и запредельных ветровых нагрузок. Воплощение в жизнь идеи использования атомной энергии в суровых климатических условиях Заполярья стало величайшим достижением отечественной науки и техники, революционным прорывом в развитии Арктических территорий.
Кольская АЭС была и остается экологически ответственным предприятием, уделяющим охране окружающей среды приоритетное внимание. При этом атомная энергетика обеспечивает выработку электроэнергии без сжигания ископаемого топлива, что препятствует глобальным климатическим изменениям.

## Описание АЭС

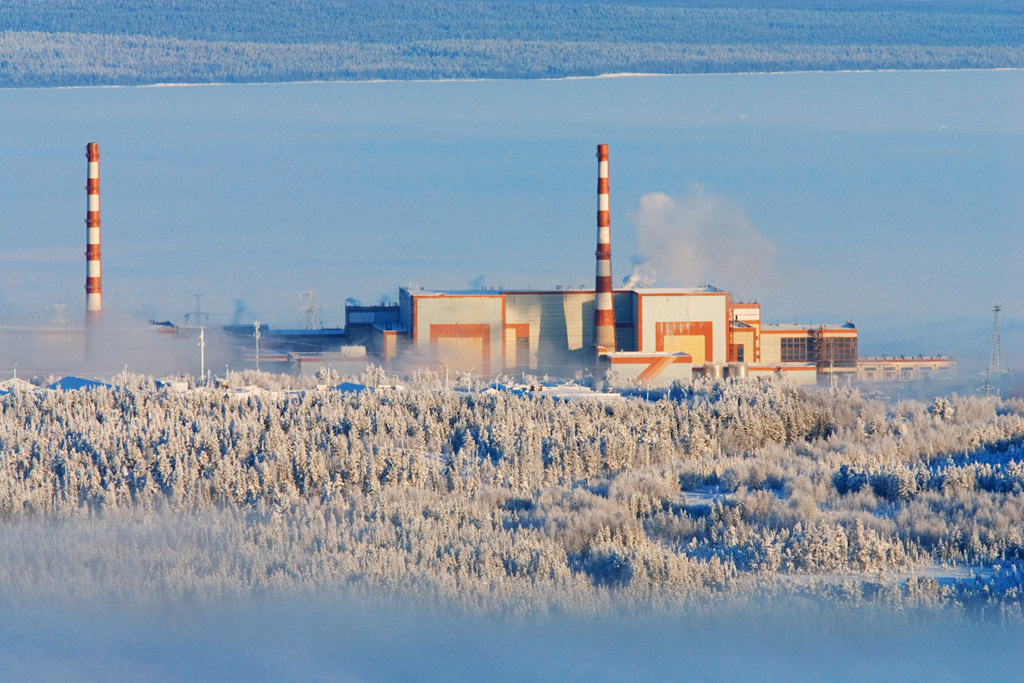
2007 год

Станция состоит из четырёх энергоблоков с реакторами типа ВВЭР-440 и турбинами К-220-44-3 Харьковского турбинного завода и генераторами ТВВ-220-2АУ3 производства санкт-петербургского завода Электросила. Тепловая мощность АЭС составляет 5500 МВт, что соответствует уровню установленной электрической мощности 1760 МВт. В настоящее время, за счёт повышения производительности блоков № 3 и №4 до 475 МВт, мощность станции составляет 1830 МВт. 
Организационно разделяется на первую (блоки 1, 2) и вторую (блоки 3, 4) очереди, в связи с отличиями в конструкции реакторных установок ВВЭР-440: блоки 1, 2 — проект В-230, блоки 3, 4 — проект В-213.
Связь с энергосистемой осуществляется по восьми линиям электропередачи напряжением 330 кВ, 150 кВ и 110 кВ:
- Л396, Л496: КолАЭС — Княжегубская (ПС-206) - 330 кВ,
- Л397, Л398: КолАЭС —  Мончегорск (ПС-11) (г. Мончегорск) - 330 кВ,
- Л404: КолАЭС —  Титан (ПС-204) (г. Апатиты) - 330 кВ,
- Л152: Административная — Зашеек № 2 с отпайкой на КАЭС — 150 Кв,
- Л157: Административная — Зашеек № 1 с отпайкой на КАЭС — 150 Кв.
- Л148: КолАЭС — Каскад Нивских ГЭС (НИВА-1,-2,-3) — 110 кВ,

В 2021 году Кольская АЭС стала «Лучшей экологически образцовой организацией атомной отрасли» Госкорпорации «Росатом». 
По итогам 2022 года - заняла 3-е место в конкурсе «Лучшая АЭС России». 
Третий год подряд КАЭС получает звание «Лучшая атомная станция России в области культуры безопасности».

## Модернизация
В 1991—2005 гг. на первой очереди была проведена первая  большая реконструкция оборудования, что позволило привести её в соответствие с новыми требованиями правил ядерной безопасности и продлить срок эксплуатации на 15 лет.
В 2006 г. введён в действие комплекс по переработке жидких радиоактивных отходов.
В 2019 году на станции успешно завершилась еще одна масштабная модернизация энергоблоков первой очереди, позволившая на порядок повысить уровень их безопасности и продлить срок эксплуатации до 2033 и 2034 гг. 
Кольская АЭС стала единственной в России атомной станцией, где реализована программа повторного продления сроков эксплуатации двух энергоблоков. Продление эксплуатационного ресурса энергоблоков Кольской АЭС гарантирует надежное энергоснабжение Арктического региона и стимулирует создание на территории Кольского Заполярья новых инновационных производств.
В 2023 году была введена система противоаварийной автоматики, позволяющая контролировать переток мощностей между Ленинградской областью и Республикой Карелия, что дало возможность КАЭС нести дополнительную нагрузку.

## Перспективы
В ближайшие годы на Кольском полуострове начнется строительство трёхблочной станции с инновационными энергоблоками типа ВВЭР мощностью 600 МВт каждый. Для площадки под будущий объект выбрали берег озера Имандра в районе Кунчаст-губы, где и грунты, и рельеф, и сейсмические характеристики оптимальны.
В связи с ожидаемым существенным ростом электропотребления в промышленном секторе Мурманской области прорабатывается также вопрос повторного продления сроков эксплуатации энергоблоков № 1 и № 2 действующей Кольской АЭС после 2033 и 2034 годов.
КАЭС станет пилотной площадкой для создания стендового испытательного комплекса (СИК) по производству водорода методом электролиза. Продукцией СИКа станет особо чистый водород, сжатый до 400 атм. с годовым объемом производства до 150 тонн. 
Кольская АЭС была обозначена распоряжением Правительства РФ как перспективная площадка для развития и размещения центра обработки данных (ЦОД). ЦОД станет базовой инфраструктурой для новых высоконагруженных цифровых платформ и сервисов Северного морского пути и Арктической зоны, необходимых для обеспечения логистики, управления сервисами «умного города», поддержки туризма и других важных направлений развития региона.

## Безопасность
- Радиационный фон на территории АЭС 0,07—0,08 мкЗв/час (7—8 мкР/час).
- Радиационный фон в прилегающих населённых пунктах 0,07 мкЗв/час.

## Информация об энергоблоках
| Энергоблок       | Тип реакторов | Мощность | Мощность | Начало строительства | Подключение к сети | Ввод в эксплуатацию | Закрытие    |
| Энергоблок       | Тип реакторов | Чистая   | Брутто   | Начало строительства | Подключение к сети | Ввод в эксплуатацию | Закрытие    |
| ---------------- | ------------- | -------- | -------- | -------------------- | ------------------ | ------------------- | ----------- |
| Кола-1           | ВВЭР-440/230  | 411 МВт  | 440 МВт  | 01.05.1970           | 29.06.1973         | 28.12.1973          | 2033 (план) |
| Кола-2           | ВВЭР-440/230  | 411 МВт  | 440 МВт  | 01.05.1970           | 09.12.1974         | 21.02.1975          | 2034 (план) |
| Кола-3           | ВВЭР-440/213  | 411 МВт  | 475 МВт  | 01.04.1977           | 24.03.1981         | 03.12.1982          | 2036 (план) |
| Кола-4           | ВВЭР-440/213  | 411 МВт  | 475 МВт  | 01.08.1976           | 11.10.1984         | 06.12.1984          | 2039 (план) |
| Кола II-1 (план) | ВВЭР-С/600    | 570 МВт  | 600 МВт  | 2028 (план)          |                    | 2035 (план)         |             |
| Кола II-2 (план) | ВВЭР-С/600    | 570 МВт  | 600 МВт  |                      |                    | 2037 (план)         |             |
| Кола II-3 (план) | ВВЭР-С/600    | 570 МВт  | 600 МВт  |                      |                    | 2040 (план)         |             |

## Кольская АЭС в медиа
- В 1978 году на станции снимался художественный фильм «Комиссия по расследованию» (режиссёр Владимир Бортко).
- Согласно книге российского фантаста Дмитрия Глуховского «Метро 2034» (2009), станция и город Полярные Зори останутся невредимыми после ядерной войны.
- Полярным Зорям посвящены три книги фантаста Андрея Буторина, входящие в цикл «Вселенная Метро 2033».
- К 50-летию Кольской АЭС снят полнометражный документальный фильм с участием Андрея Мерзликина "Кольская АЭС. Проверено временем".